# Palais Borromée (Isola Bella)
Pour les articles homonymes, voir palais Borromée.
Le palais Borromée est un palais situé dans la commune de Stresa, dans la région du Piémont, en Italie. 
Construit sur l'Isola Bella, l'une des trois îles Borromées, sur le lac Majeur, cet édifice du XVIIe siècle est notamment connu pour ses jardins en terrasse, qui occupent toute la superficie de l'îlot. Le palais appartient toujours à la famille Borromée. 

## Histoire
Depuis 1501, Jules-César Borromée, issu d'une famille de la haute noblesse lombarde et oncle de saint Charles Borromée, est le propriétaire de l'Isola Madre. Il fait au début du XVIe siècle l'acquisition de plusieurs terrains sur l'Isola Bella (alors appelée Isola inferiore). À cette époque, l'îlot n'est habité que par quelques pêcheurs, et ne compte que de petites habitations et deux églises.
Le comte Charles III Borromée nommera plus tard l'île Isola Bella, en l'honneur de son épouse, Isabella d'Adda. Celui-ci acquiert l'ensemble de l'île, et entame la construction de l'actuel palais, en 1632.

## Galerie : l'amphithéâtre baroque du palais Borromée

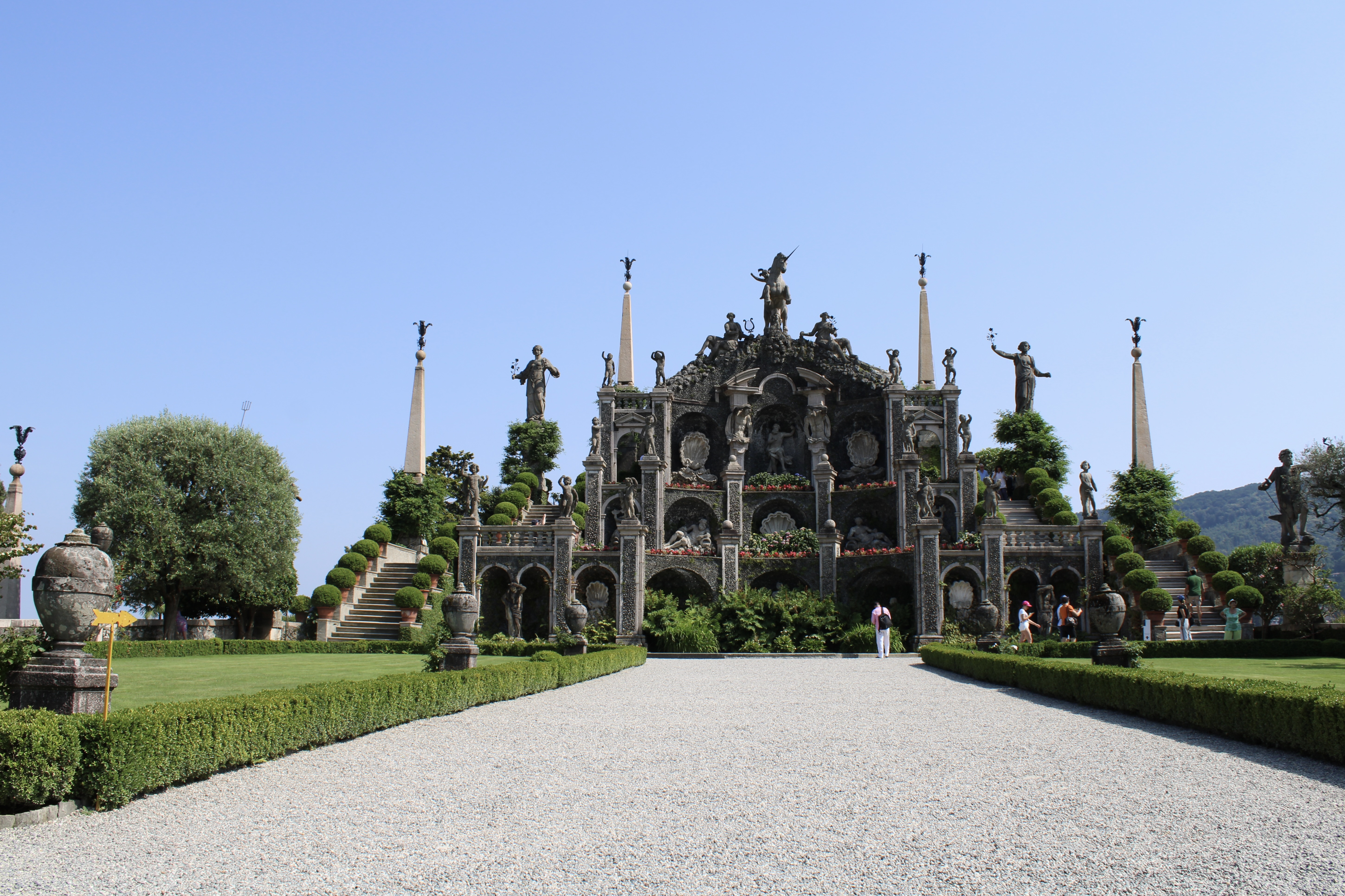
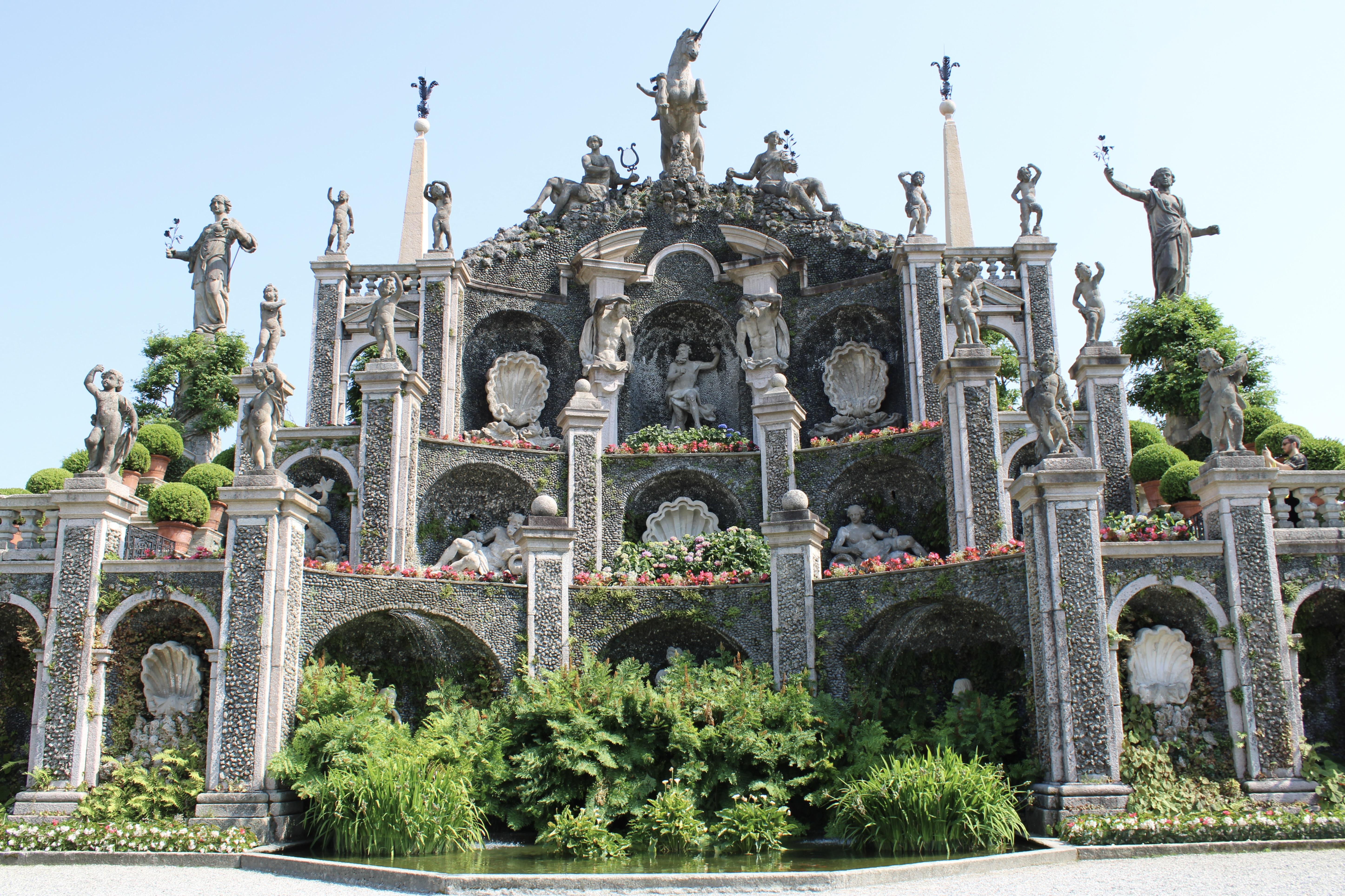
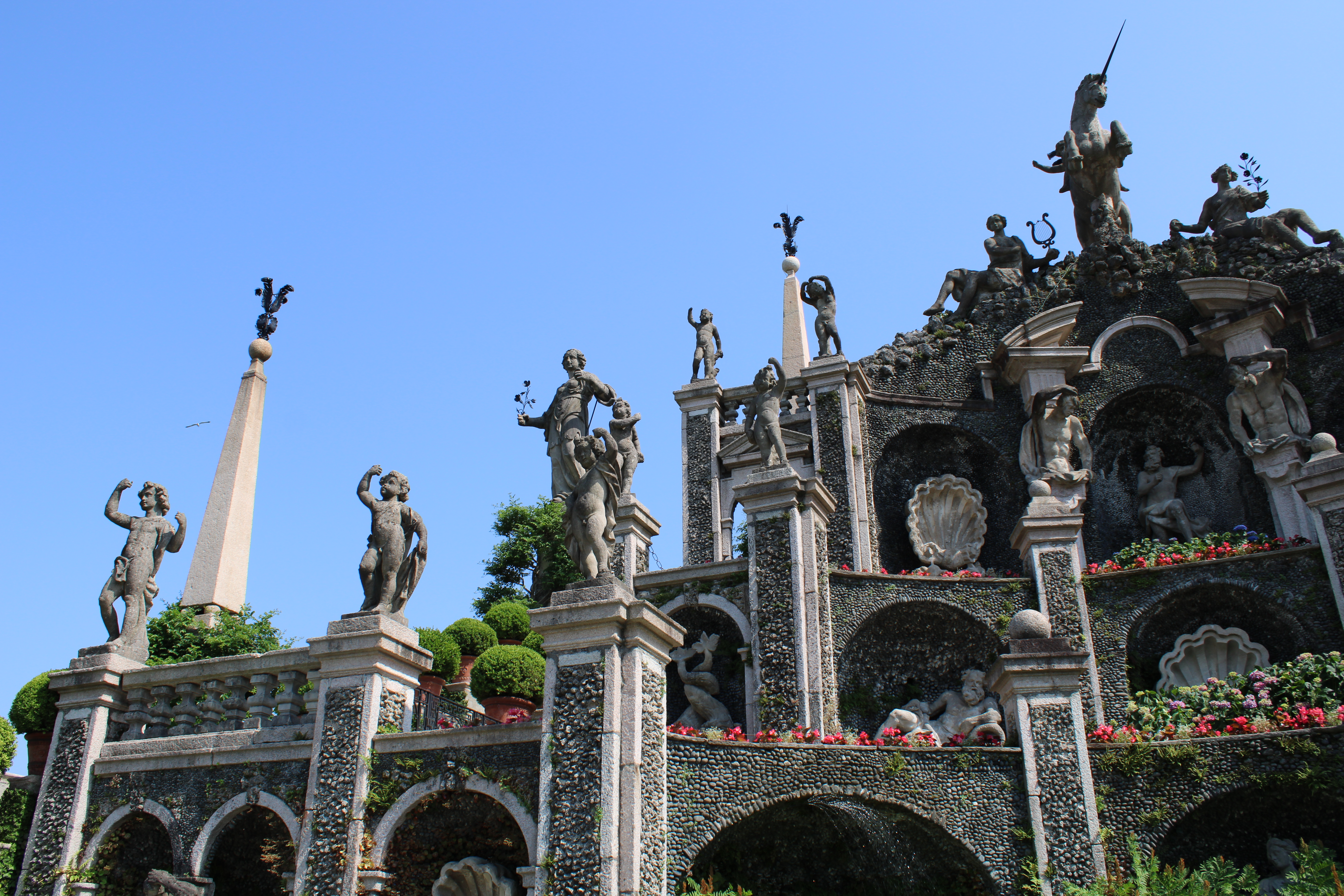
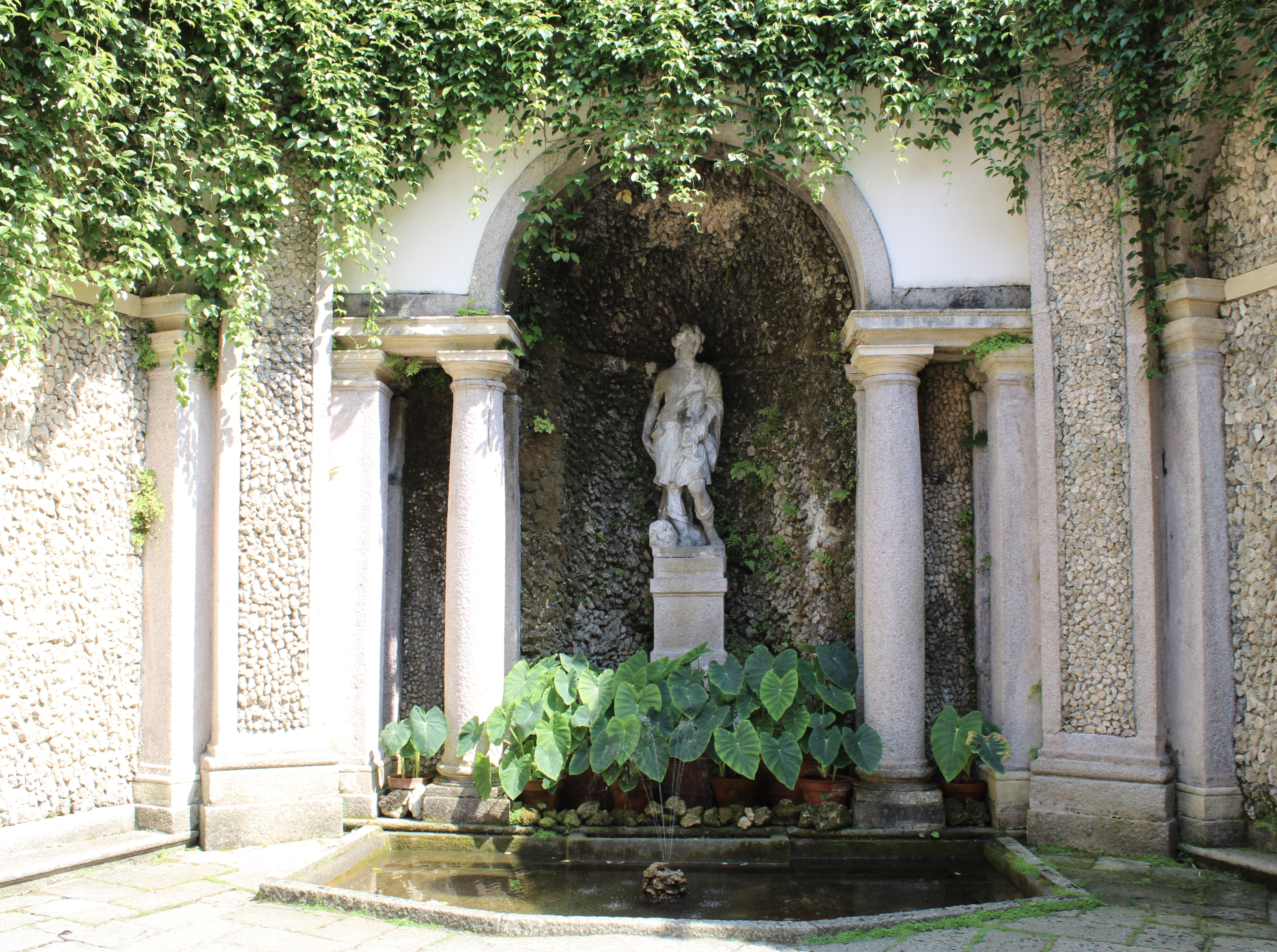
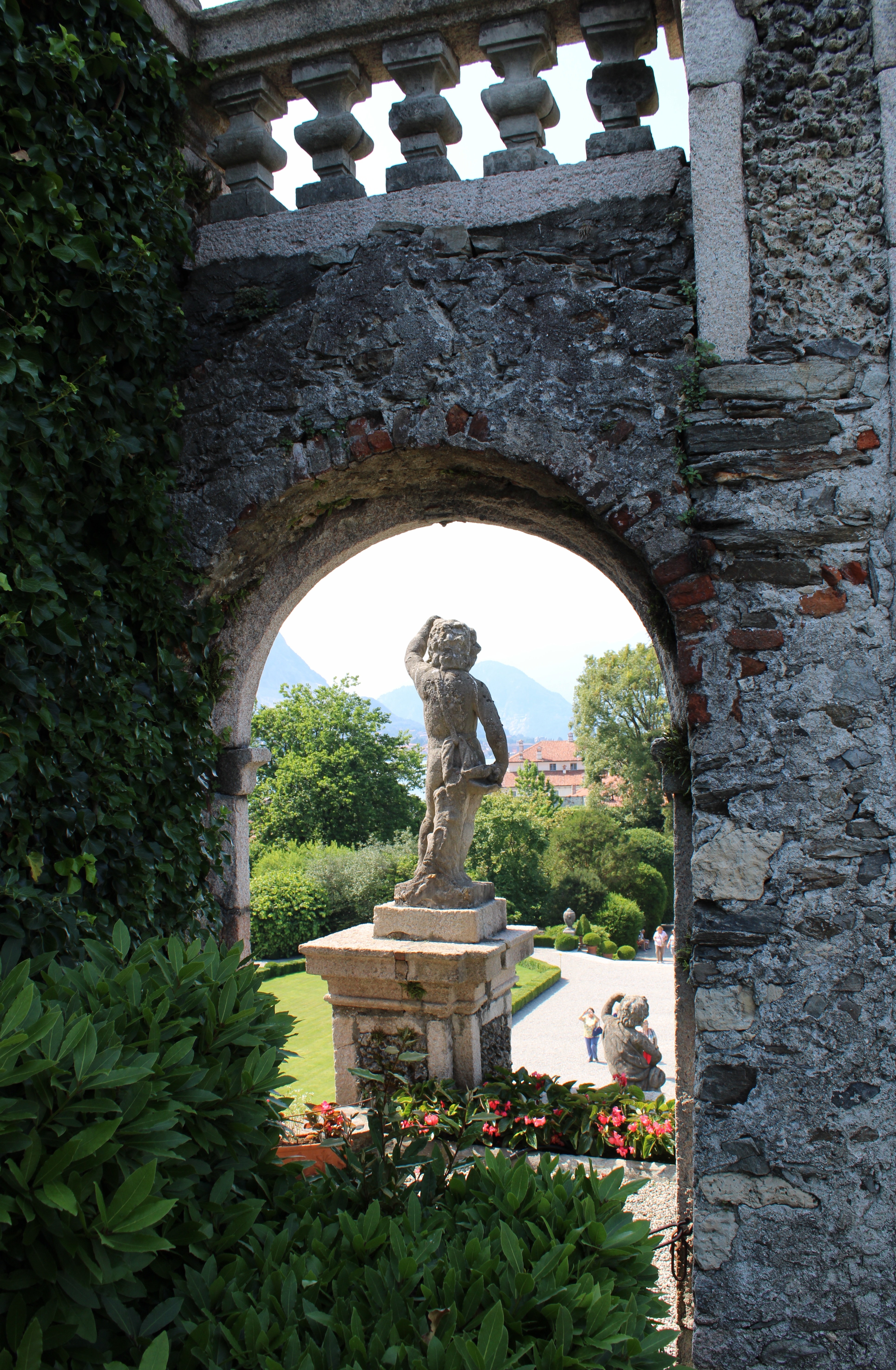
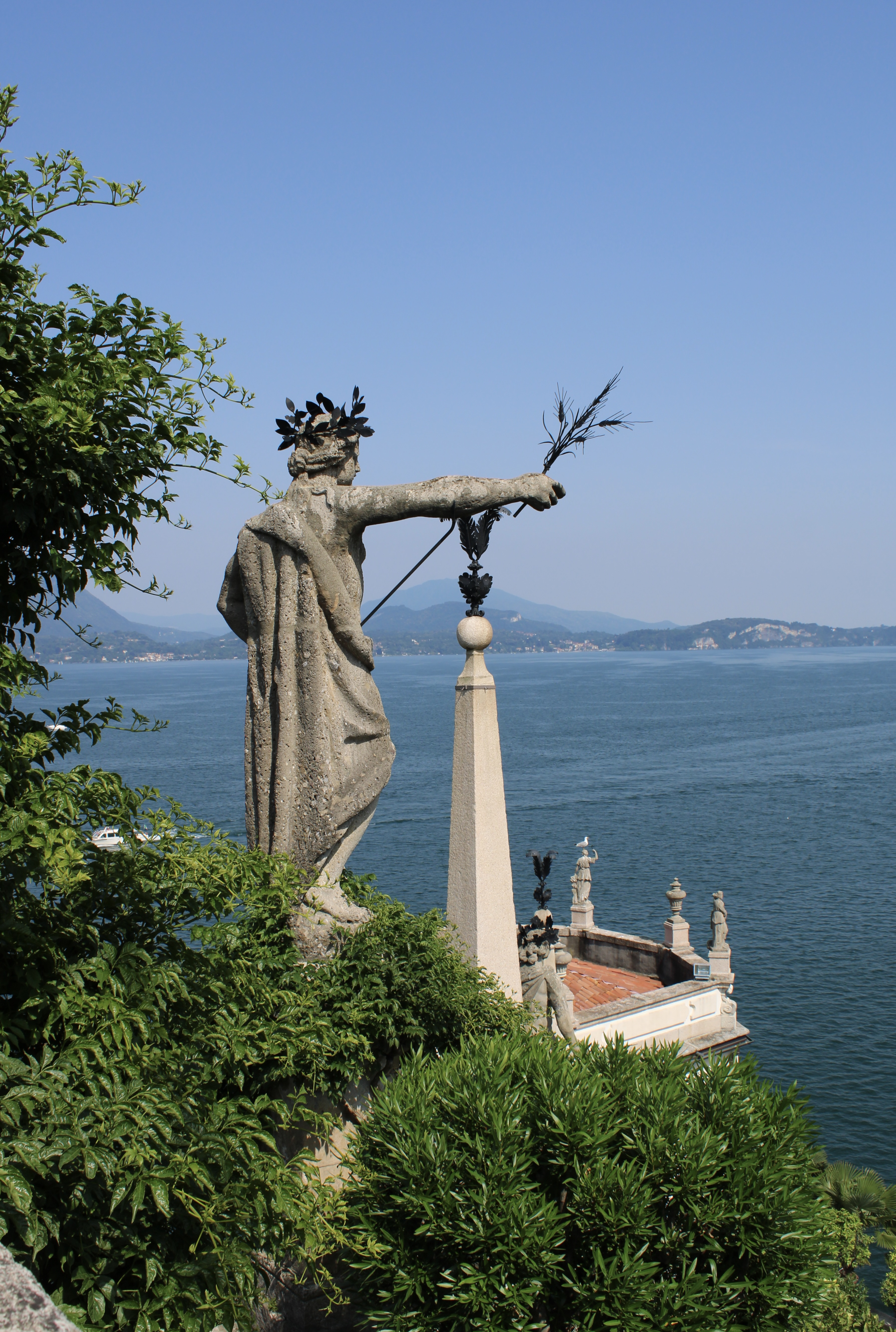
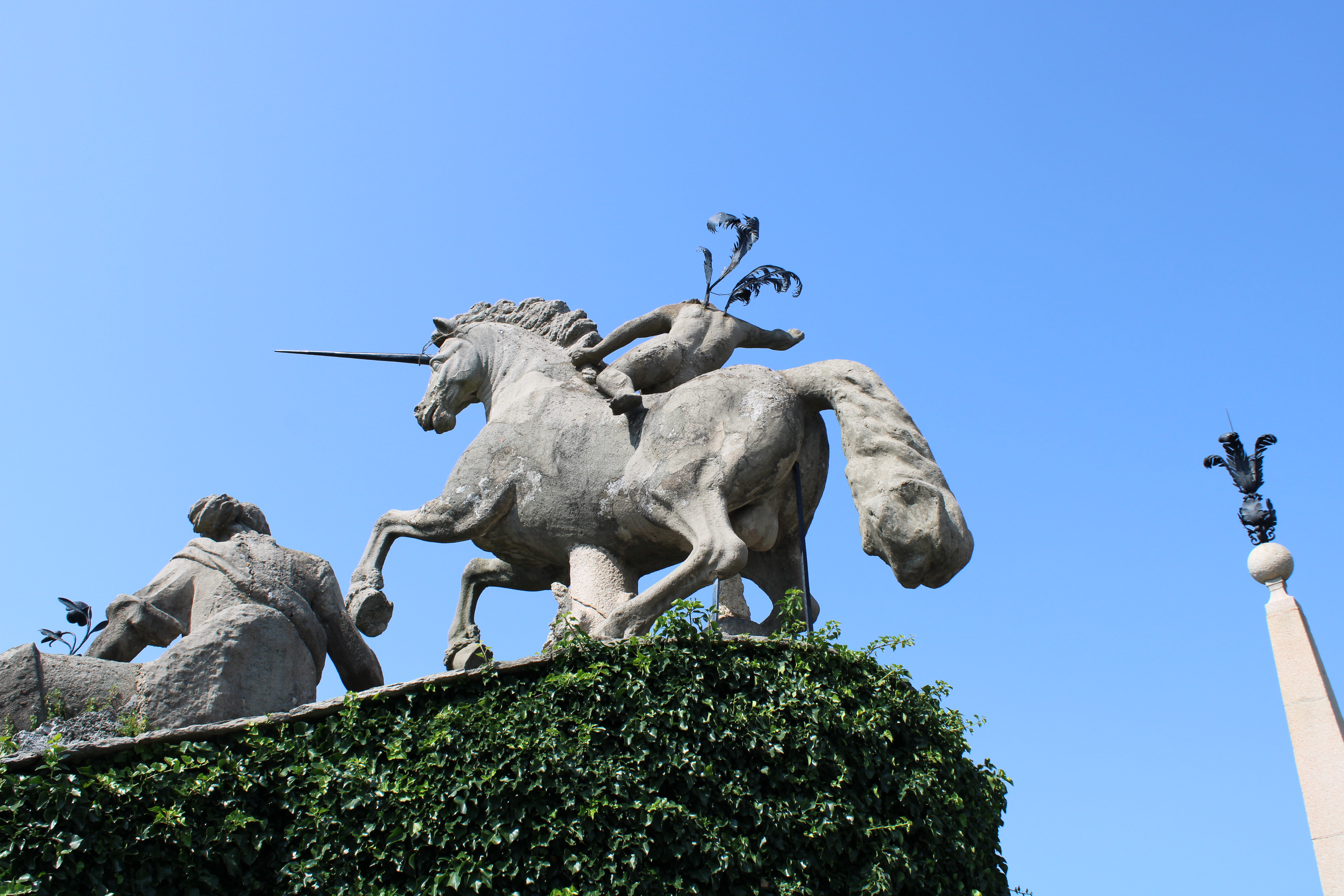

## Galerie : le jardin du palais Borromée

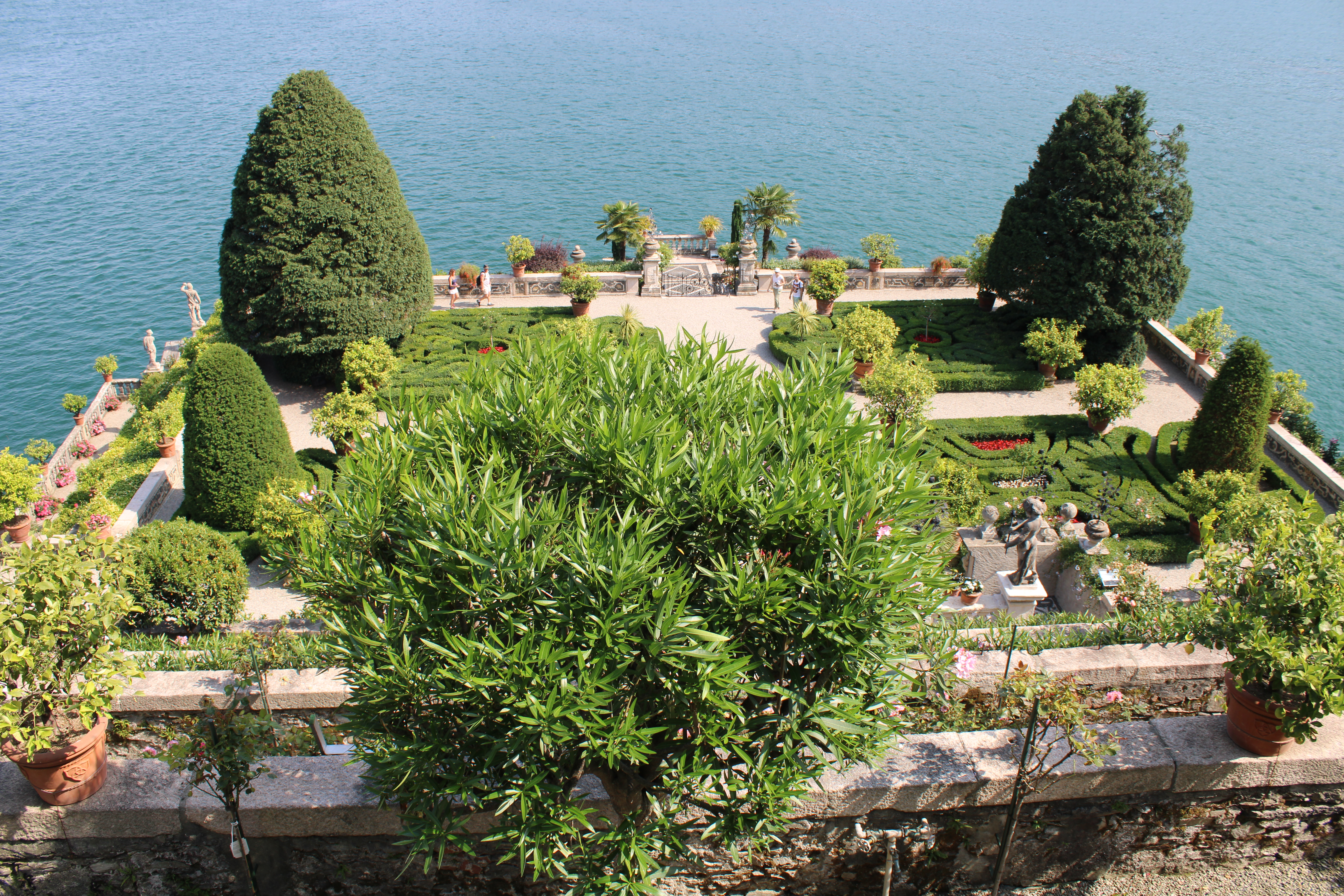
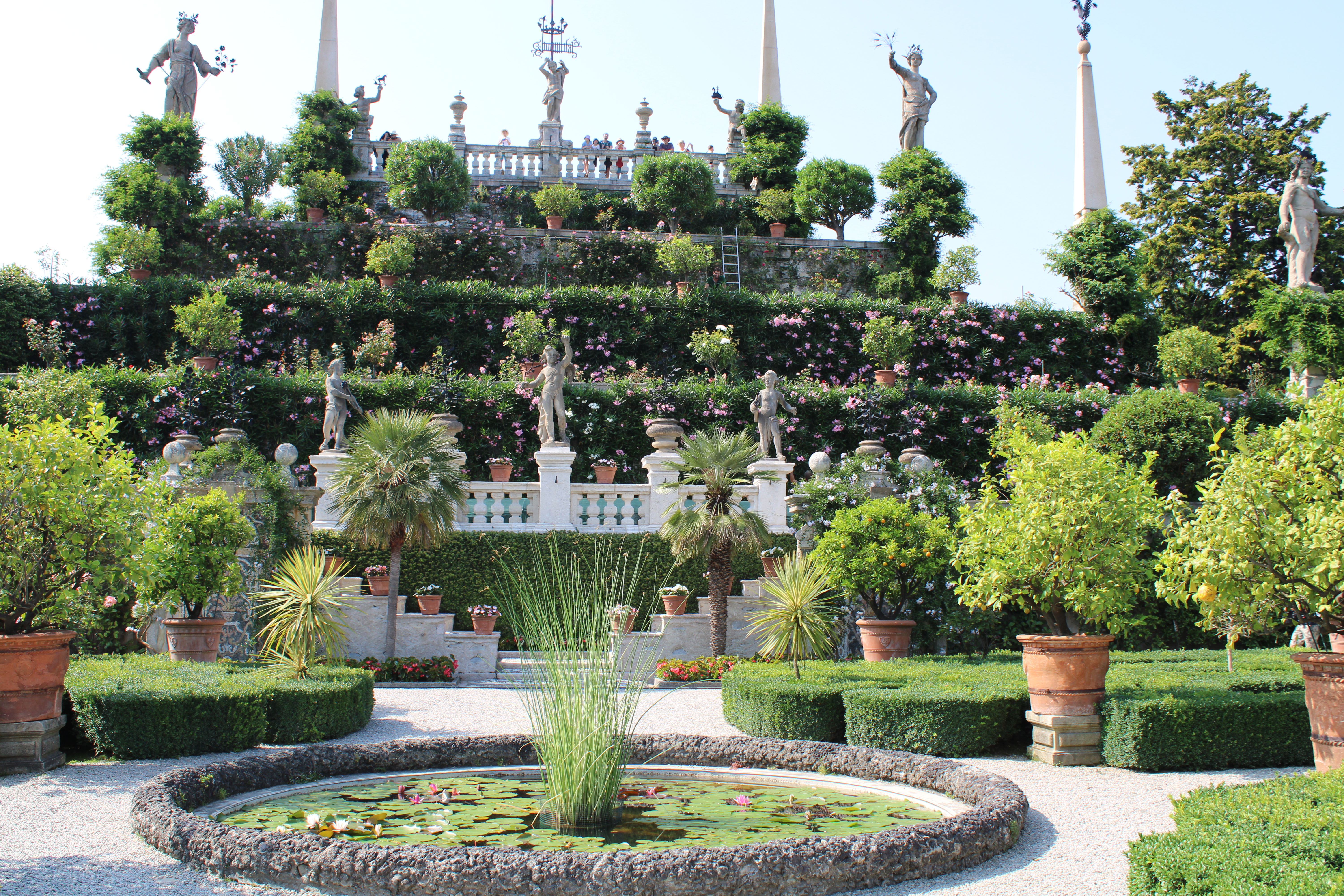
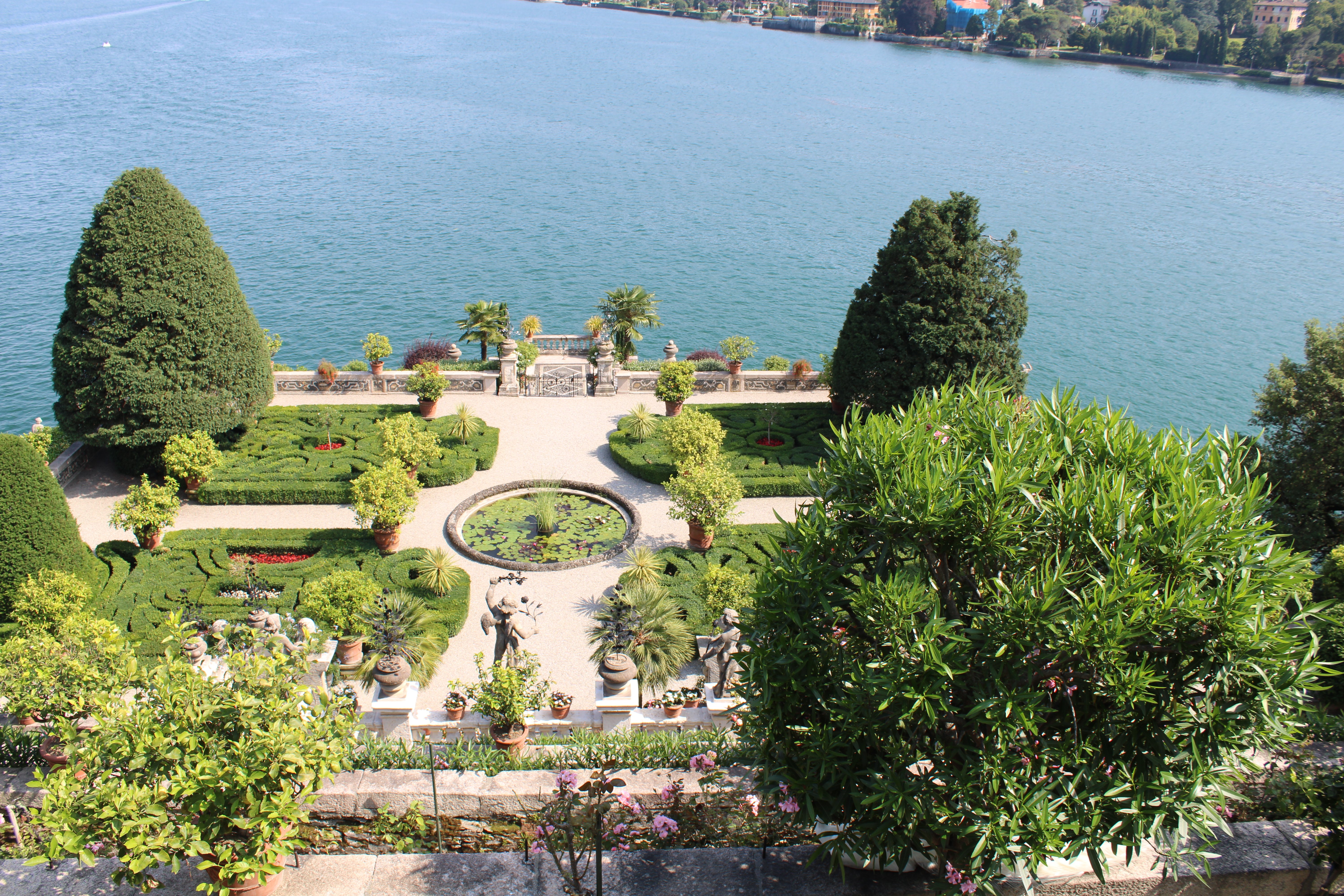
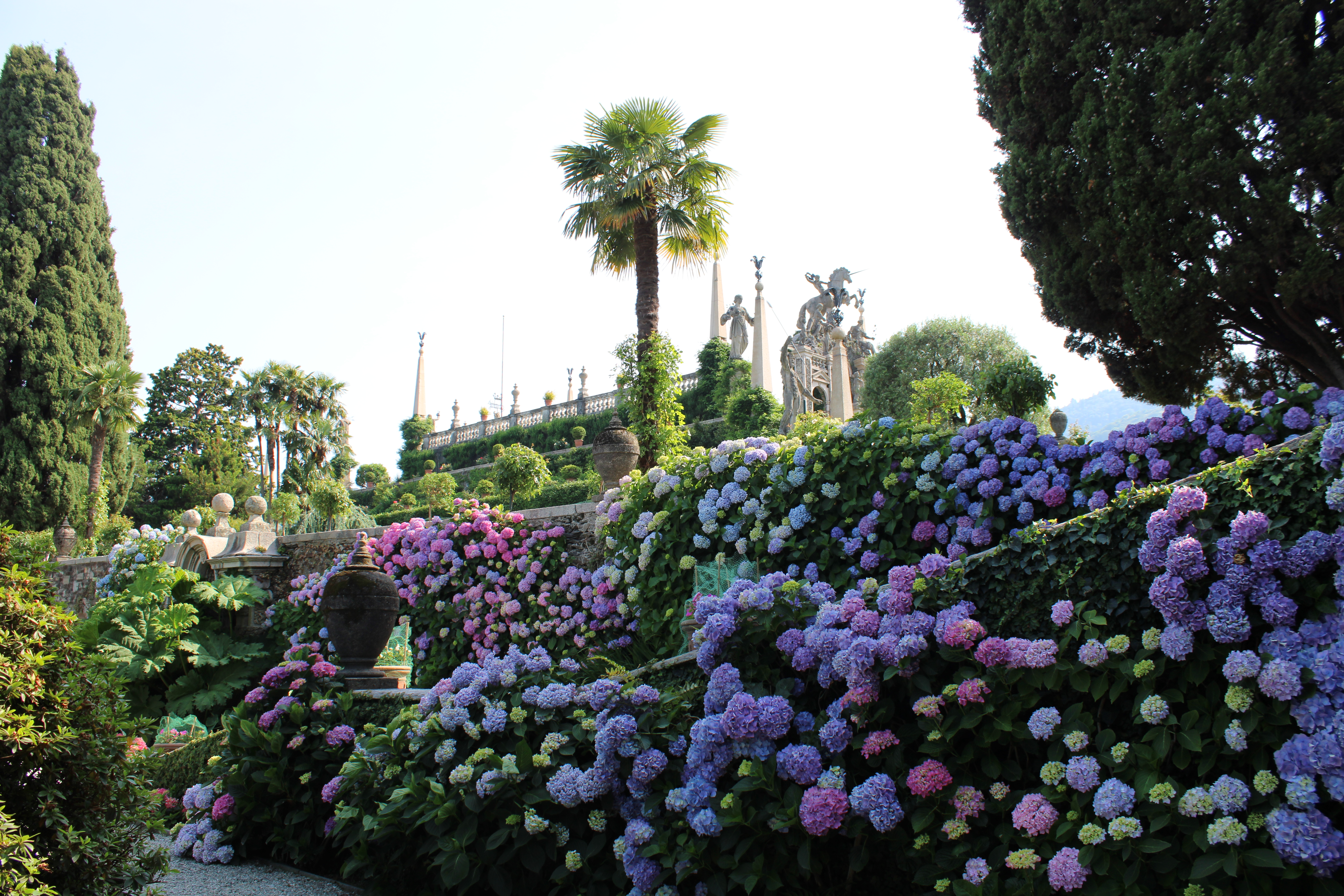
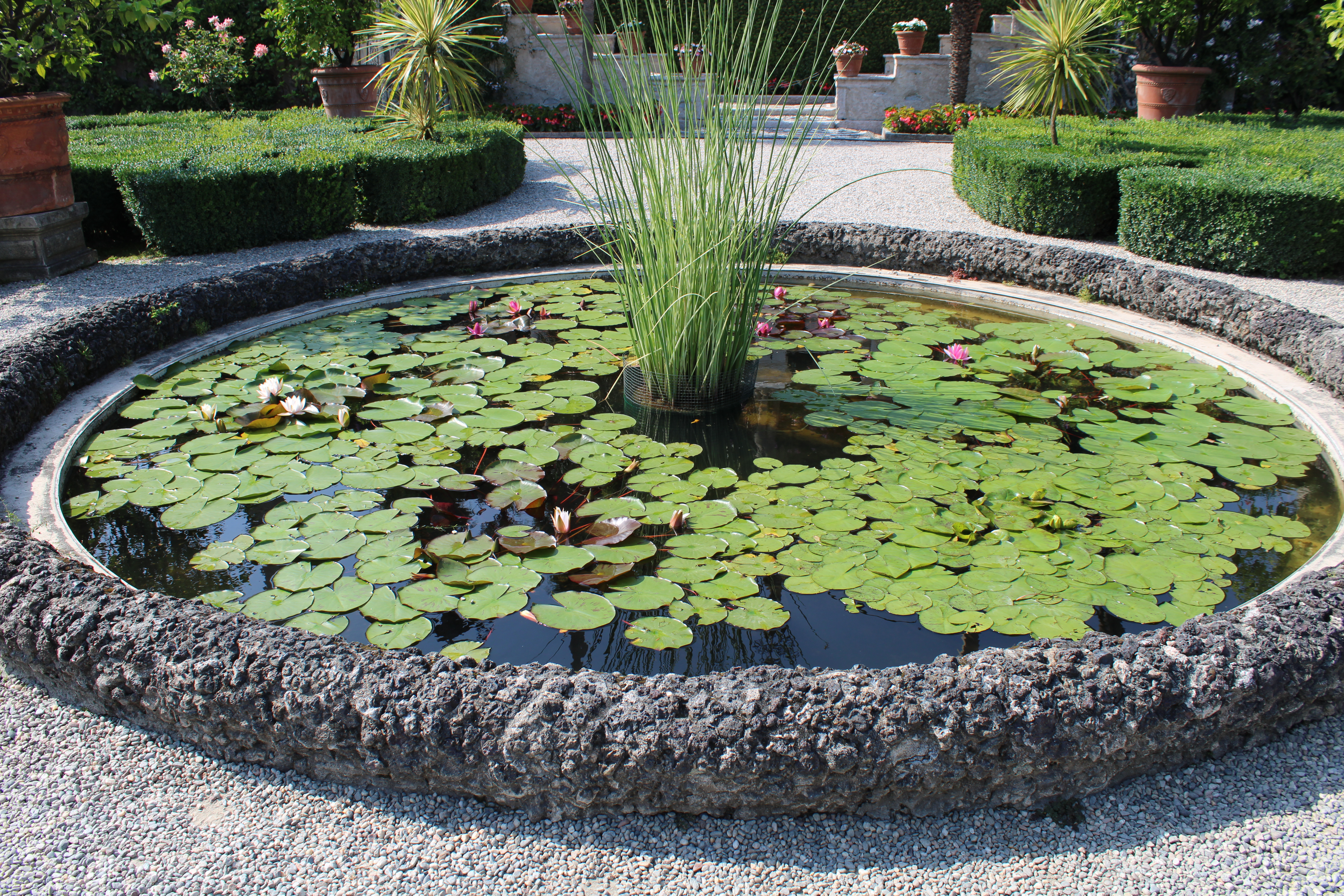
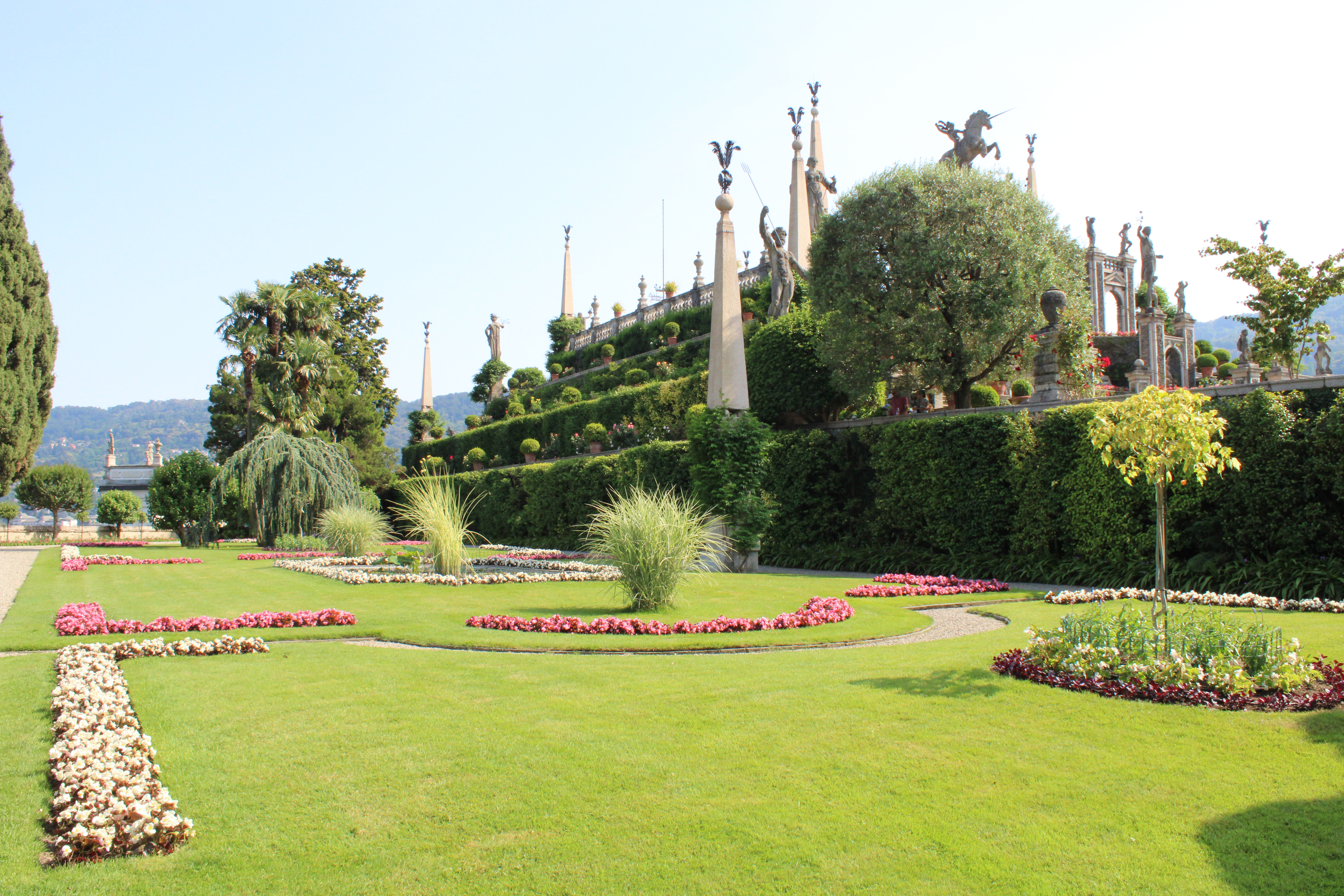

## Galerie : intérieur du palais Borromée

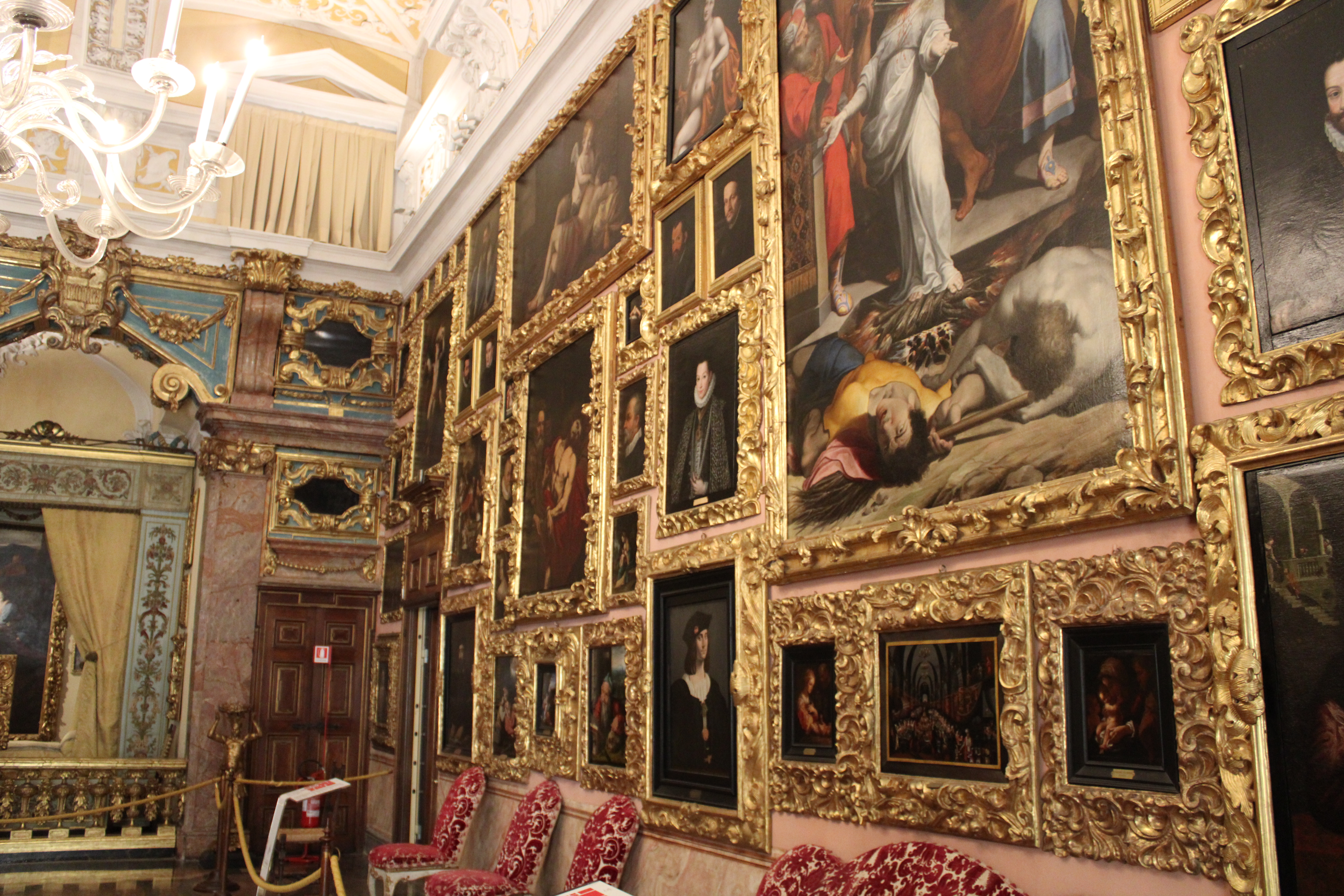
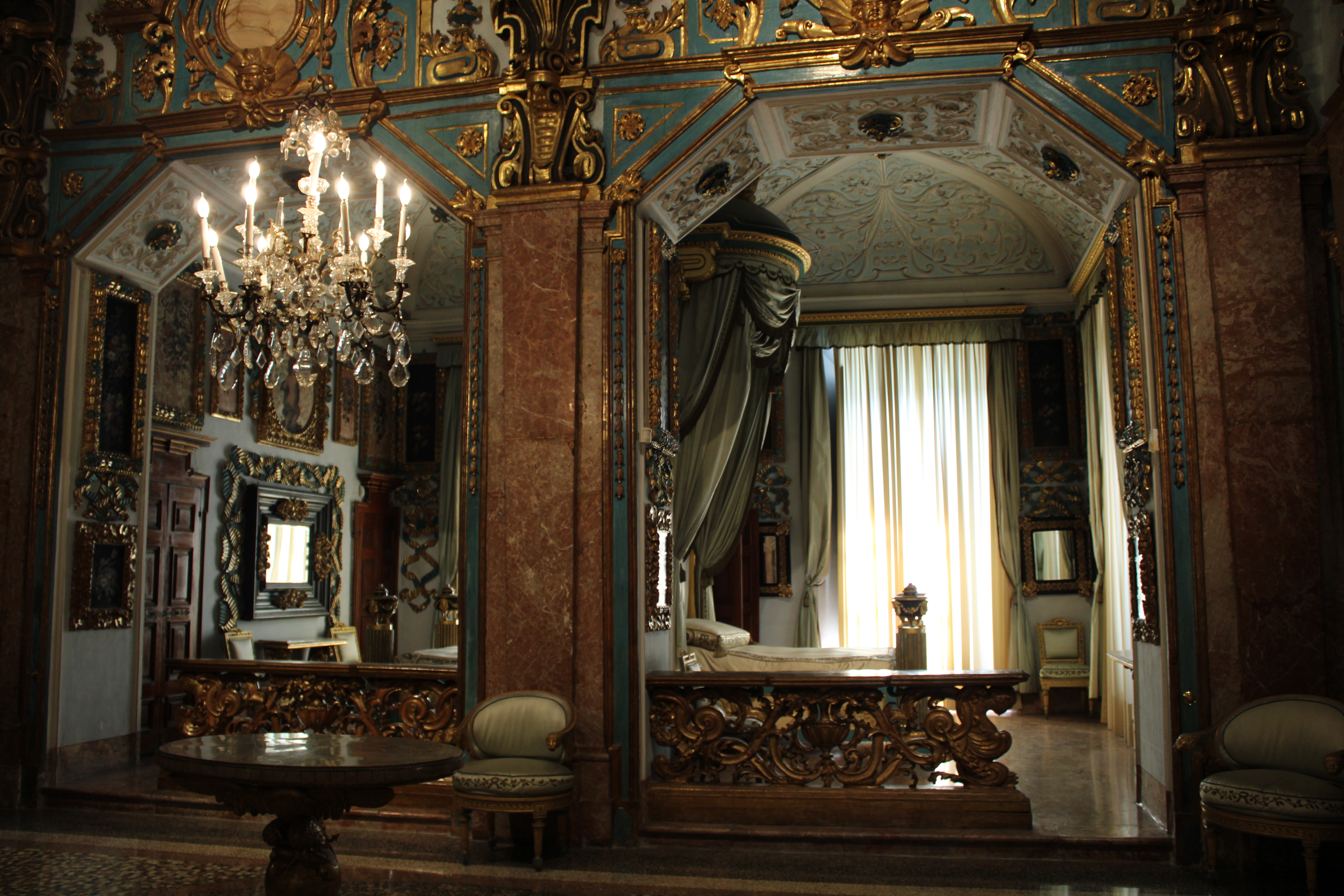
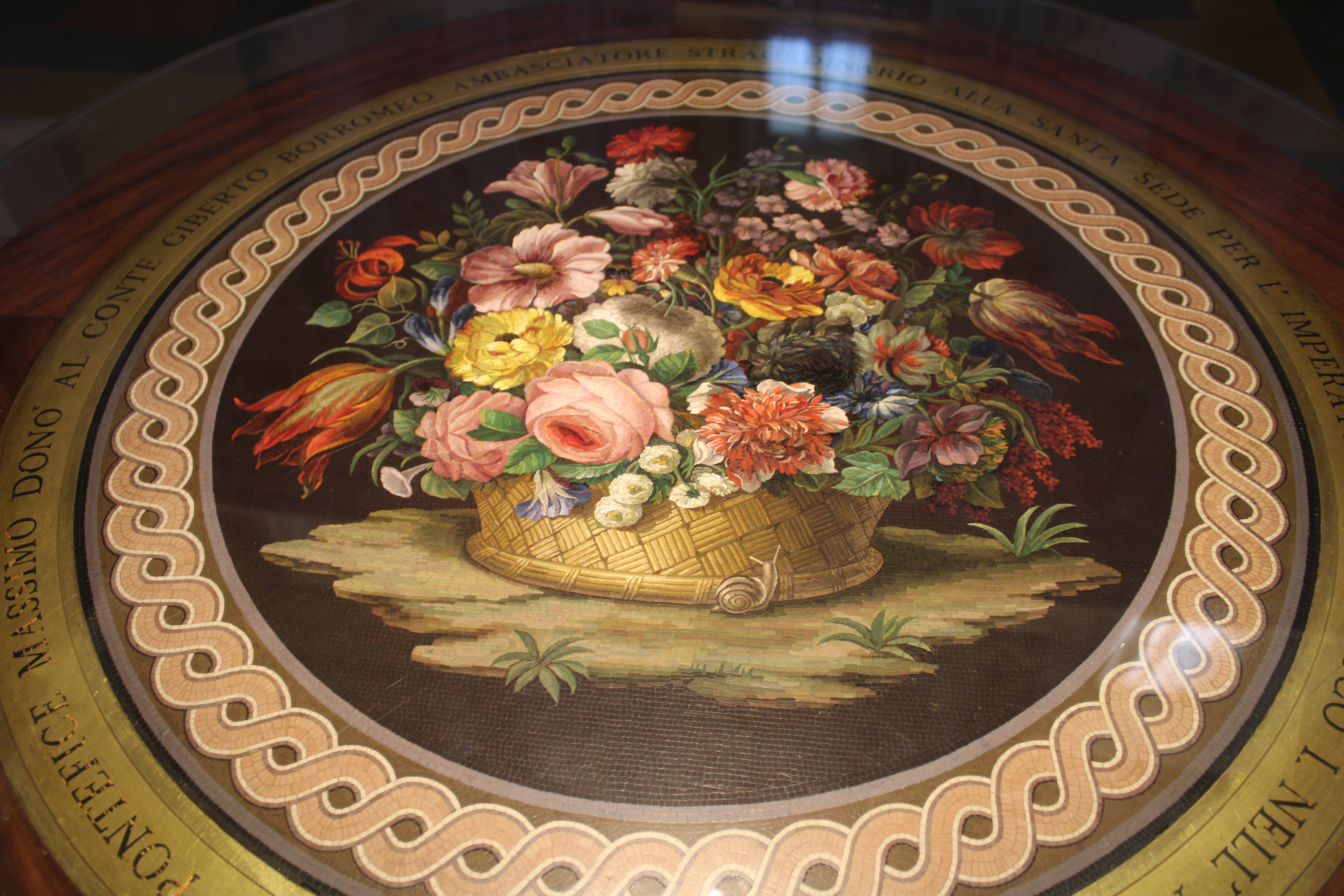
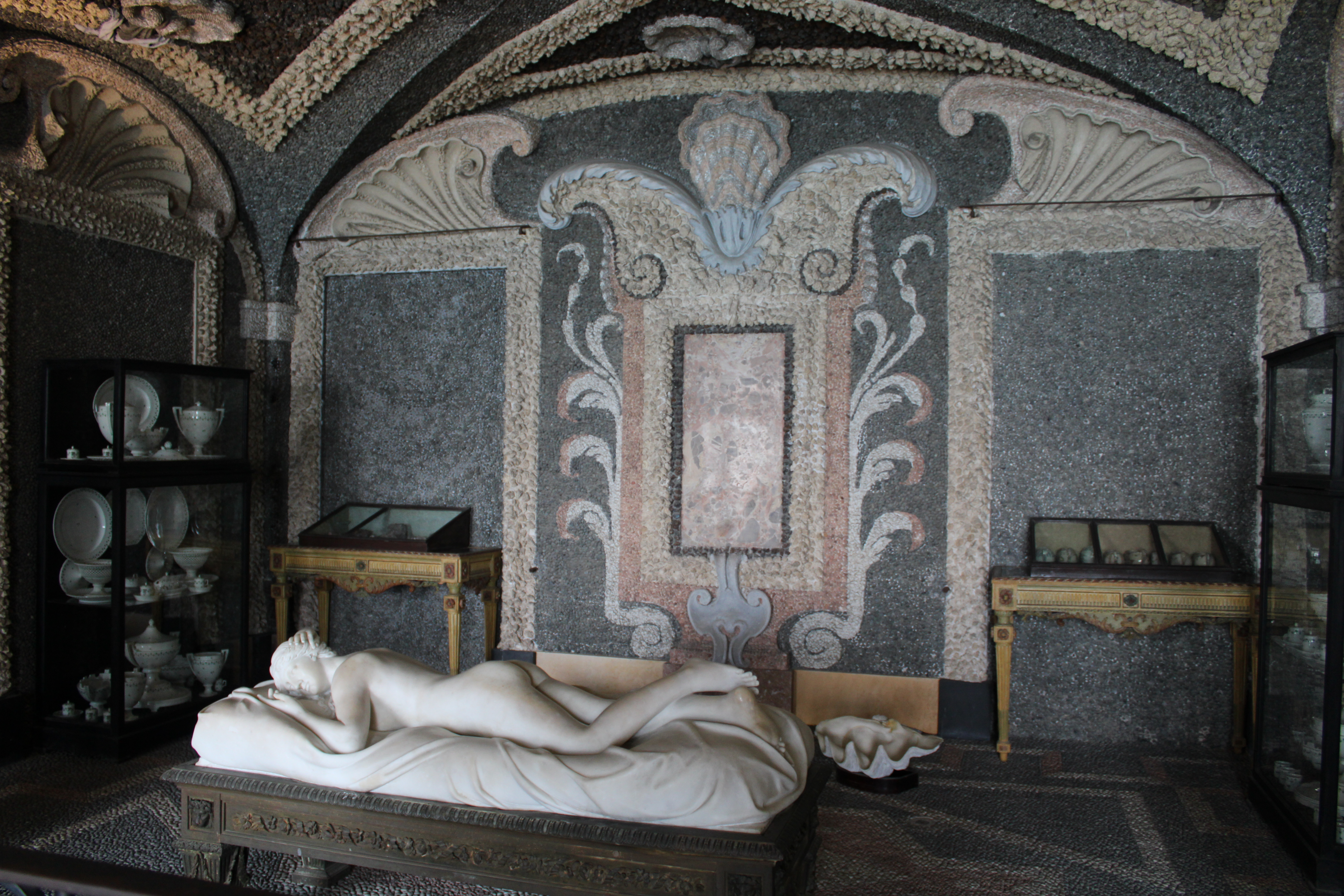
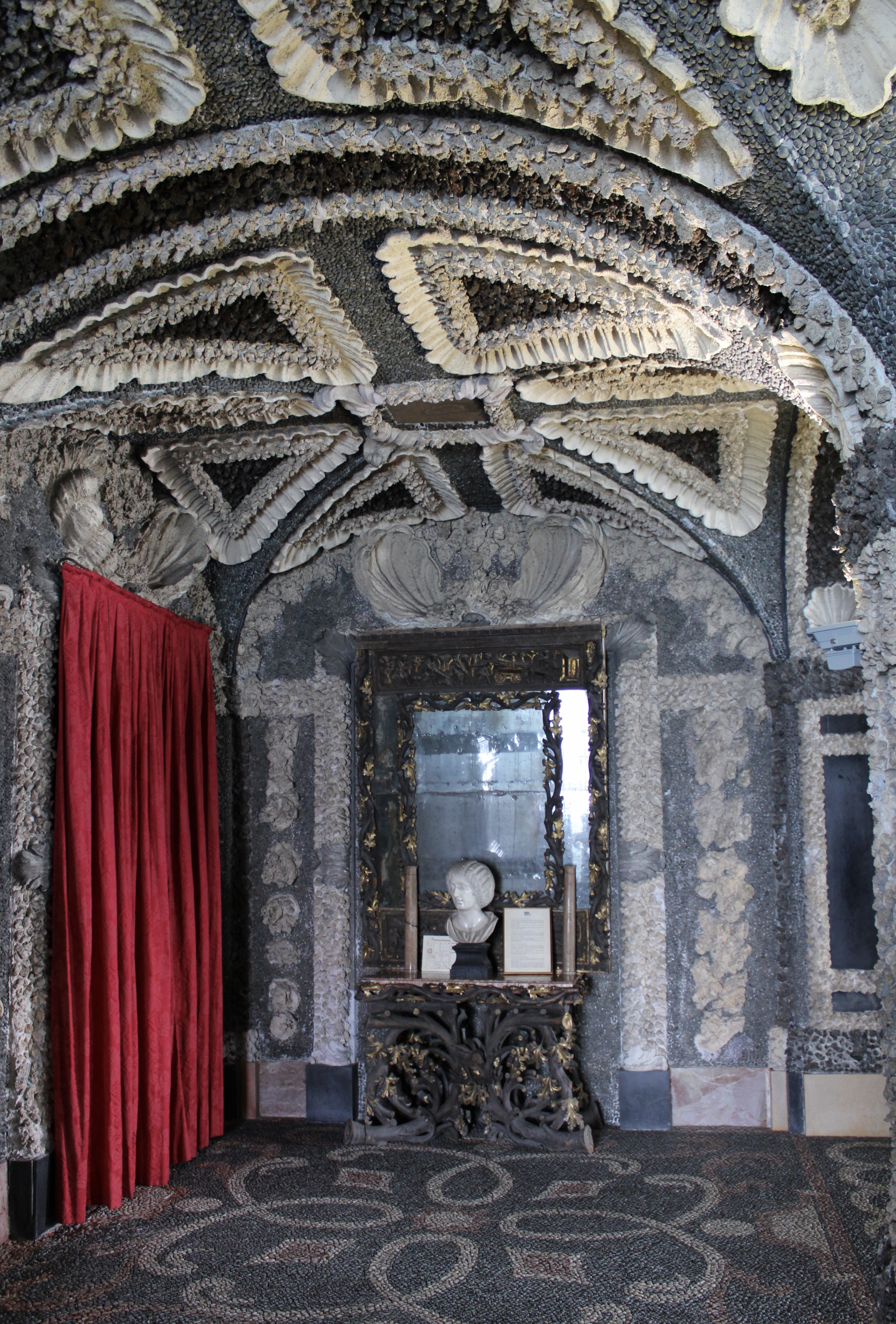
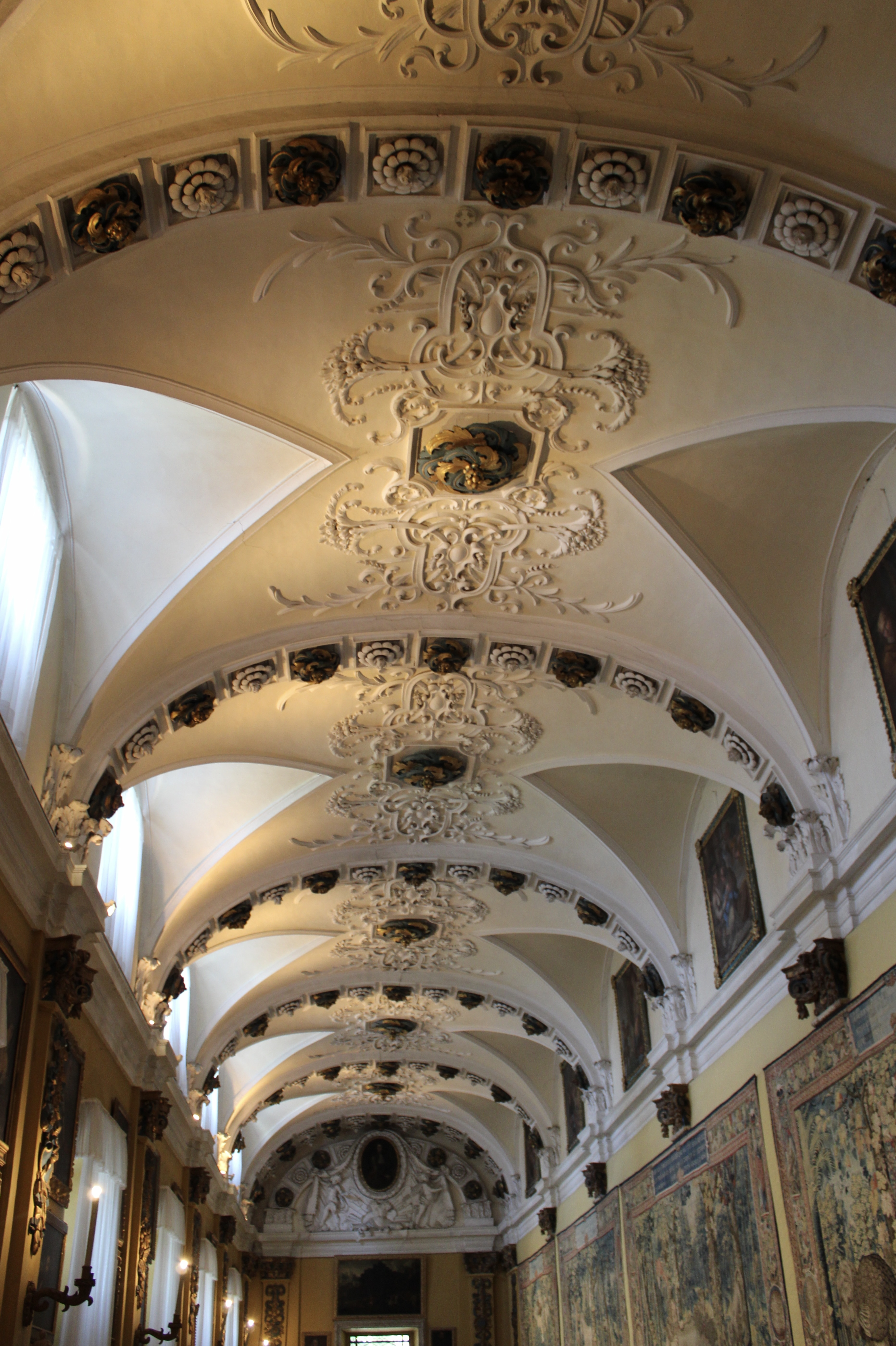
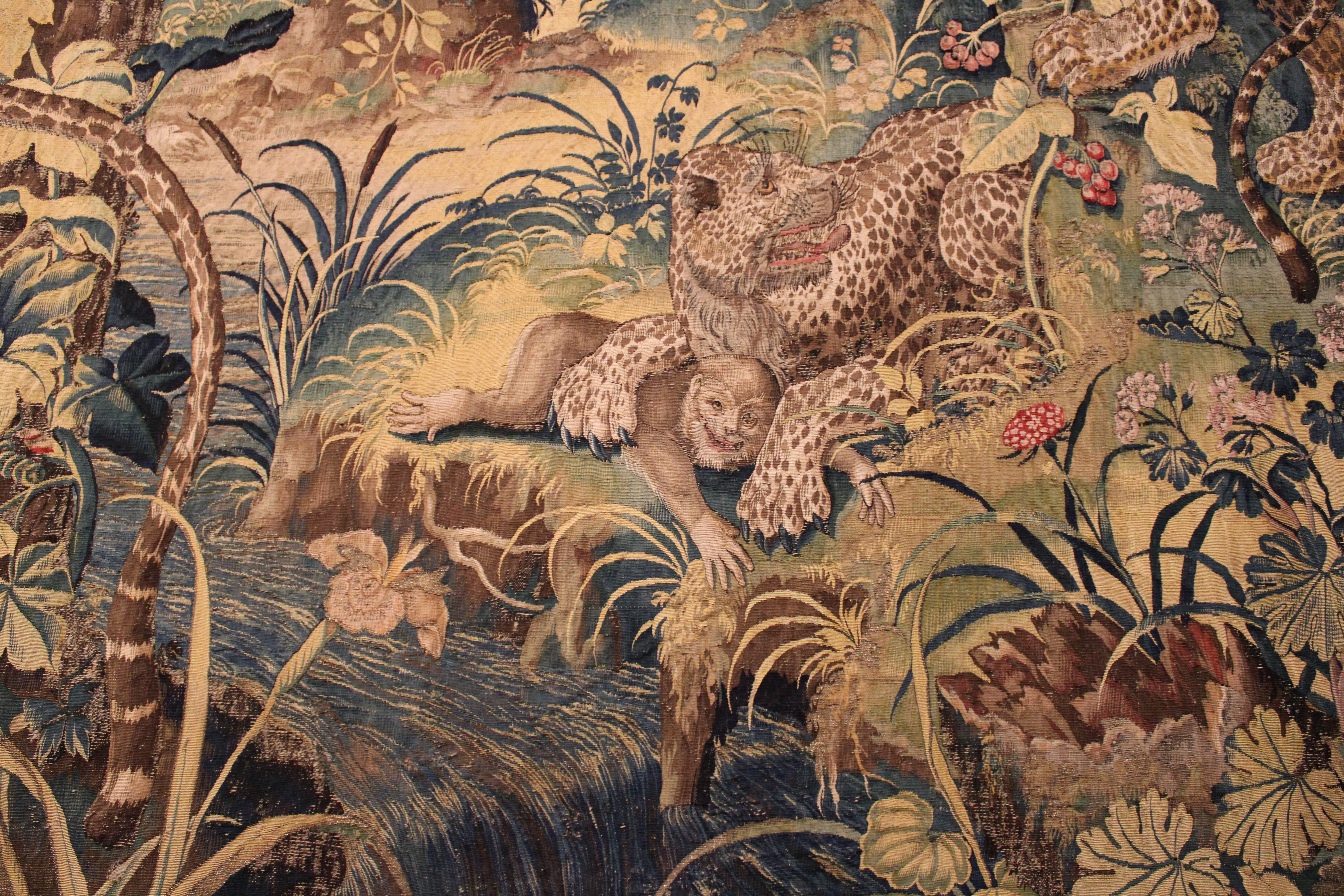